# Paulo Santos
Paulo Jorge da Silva dos Santos (Odivelas, Portugal, 11. prosinca 1972.) je portugalski umirovljeni nogometni vratar te bivši reprezentativac. 

## Karijera

### Klupska karijera
Santos je nogomet počeo trenirati u mladim sastavima lisabonskih Sportinga i Benfice dok je s potonjim klubom na seniorskoj razini osvojio portugalsko prvenstvo u sezoni 1993./94. Kasnije je bio i član Porta, međutim klub ga je slao na posudbe u vlastitu B momčad te Varzim i Bragu.
Nakon što mu je 2005. godine istekao ugovor s Portom, Paulo Santos je ostao u Bragi. Tijekom prve sezone nije primio gol dugih 595 minuta da bi mu nakon toga klupski suigrač Andrés Madrid nije zabio autogol. Santos je za klub iz Minha branio tri sezone dok je 2006. bio proglašen vratarom godine u Primeira Ligi.
Nakon toga, vratar je branio za Estoril Praiju i Rio Ave.

### Reprezentativna karijera
Santos je odigrao jednu utakmicu u portugalskom nacionalnom dresu i to u prijateljskom susretu protiv Sjeverne Irske koji je održan 16. studenog 2005. u Belfastu (1:1). Tadašnji portugalski izbornik Luiz Felipe Scolari ga je naknadno uveo na popis reprezentativaca za predstojeće Svjetsko prvenstvo 2006. tek nakon što se ozljedio treći vratar Bruno Vale.

## Osvojeni trofeji

### Klupski trofeji
| Klub     | Trofej                | Sezona    |
| Portugal | Portugal              | Portugal  |
| -------- | --------------------- | --------- |
| Benfica  | Portugalsko prvenstvo | 1993./94. |

### Individualni trofeji
| Trofej                        | Godina |
| ----------------------------- | ------ |
| Najbolji vratar Primeira Lige | 2006.  |

### Ordeni
Ordem de Nossa Senhora da Conceição de Vila Viçosa: 2006.

## Vanjske poveznice
- National Football Teams.com